# Marcelo Queiroga
Marcelo Antônio Cartaxo Queiroga Lopes (João Pessoa, 4 de dezembro de 1965) é um médico cardiologista brasileiro filiado ao Partido Liberal (PL). Foi ministro da Saúde do Brasil de 23 de março de 2021 a 31 de dezembro de 2022, durante o governo Jair Bolsonaro. Foi também presidente da Sociedade Brasileira de Cardiologia, de 2020 a 2021.
Nas eleições de 2024, foi candidato a prefeito de João Pessoa, sendo derrotado no segundo turno por Cícero Lucena (PP).

## Carreira
Graduado pela Universidade Federal da Paraíba, fez residência no Hospital Adventista Silvestre, no Rio de Janeiro, especializando-se em cardiologia com área de atuação em hemodinâmica e cardiologia intervencionista. Seu currículo Lattes informa estar em curso,  desde 2010, um doutoramento em Bioética da Universidade do Porto.
Presidente da Sociedade Brasileira de Cardiologia no biênio 2020-2021, foi conselheiro titular do Conselho Regional de Medicina do Estado da Paraíba e indicado por Jair Bolsonaro para um cargo na direção da Agência Nacional de Saúde Suplementar (ANS). Também atua como Dirigente da Sociedade Brasileira de Hemodinâmica e Cardiologia Intervencionista, da qual já exerceu a presidência no biênio 2012/2013, sendo membro permanente do seu Conselho Consultivo.

## Carreira Política
Queiroga foi escolhido pelo Partido Liberal (PL) para disputar a prefeitura de João Pessoa na Eleição municipal da capital da Paraíba em 2024, na qual foi ao segundo turno, com 90.840 votos (21,77% dos votos válidos), contra o atual prefeito da cidade, Cícero Lucena, do Progressistas (PP), que ficou em primeiro lugar e quase ganhou já no primeiro turno por menos de 0,9 p.p., obtendo 205.122 votos (49,16% dos votos válidos). Nesse primeiro turno, o médico-cardiologista derrotou surpreendentemente dois deputados, o federal Ruy Carneiro (Podemos), que concorreu pela terceira vez à prefeitura de João Pessoa, ficando em terceiro lugar, com 69.712 votos (16,71% dos votos válidos), e o estadual Luciano Cartaxo, do Partido dos Trabalhadores (PT), que já foi prefeito da capital por dois mandatos (2013-2020), mas que, desta feita, alcançou apenas a quarta colocação, obtendo 49.110 votos (11,77% dos votos válidos).
No segundo turno da eleição, Ruy Carneiro decidiu apoiar a candidatura de Queiroga, enquanto Luciano Cartaxo manifestou neutralidade, contrariando posição de seu partido pelo apoio à candidatura de Lucena. No fim, Marcelo Queiroga foi derrotado por Cícero Lucena, obtendo 36,09% dos votos válidos (146.129 votos) contra 63,91% (258.727 votos) do prefeito, que foi reeleito. 

## Ministério da Saúde
Queiroga foi cotado para ser o futuro Ministro da Saúde do Brasil em 15 de março de 2021, tendo aceitado o convite após conversas e tratativas com outros médicos sem sucesso. Na manhã de 23 de março de 2021 tomou posse como ministro da Saúde. A nomeação foi publicada horas depois no Diário Oficial da União.

## Controvérsias

### Gestos Obscenos
Durante a 76ª Assembleia Geral da ONU, em Nova York, no dia 20 de setembro de 2021, Queiroga respondeu com gestos obscenos a um protesto de brasileiros. O vídeo com a cena dos gestos viralizou nas redes sociais.

### Vida ou Liberdade
No dia 7 de dezembro de 2021, ao ser questionado sobre ser contra o passaporte vacinal, o ministro Queiroga respondeu que "era melhor perder a vida do que a liberdade", fazendo referência ao hino da independência.

### Vacinação Infantil
Apesar de a Anvisa já ter autorizado a utilização da vacina da Pfizer para COVID-19 em crianças de 5 a 11 anos, o Ministério da Saúde postergou sua posição oficial para 5 de janeiro de 2022 (data limite estipulada). Ao ser questionado sobre o caso, Queiroga afirmou que "a pressa é inimiga da perfeição".